# Stade Ecológico
Le stade Ecológico est un stade de football situé à Sabanilla, San José au Costa Rica, qui appartient à Universidad de Costa Rica.
Le stade a une capacité de 1800 spectateurs.